# Paola Vessvessian
Marcela Paola Vessvessian (Río Gallegos, 19 de marzo de 1971) es una trabajora social y política argentina de Kolina, que se desempeña como diputada nacional por la provincia de Santa Cruz desde 2019.

## Biografía
Nació en marzo de 1971 en Río Gallegos (Santa Cruz) en una familia de origen armenio. Posee una licenciatura en trabajo social.
Comenzó su carrera política bajo la tutela de Alicia Kirchner. Cuando Kirchner se separó del Partido Justicialista y formó Kolina, Vessvessian pasó a formar parte de la conducción nacional del nuevo partido. Durante la gestión de Alicia Kirchner en el Ministerio de Desarrollo Social de la Nación, se desempeñó como secretaria de Infancia, Adolescencia y Familia, y presidió el Comité Nacional de Coordinación de Políticas Sociales. En 2015, tras la elección de Kirchner como gobernadora de la provincia de Santa Cruz, Vessvessian fue nombrada ministra de Desarrollo Social de la provincia.
En las elecciones legislativas de 2019, se postuló a la Cámara de Diputados de la Nación como segunda candidata en la lista del Frente de Todos, detrás de Pablo Gerardo González. La lista fue la más votada en Santa Cruz, con el 62,13% de los votos, y resultaron elegidos tanto González como Vessvessian.
En la Cámara, ha integrado las comisiones de Peticiones, Competencias y Normas, Mujer y Diversidad, Deportes, Ancianos, Cooperativas y ONG, y Acción Social y Salud Pública. En 2021 fue elegida presidenta de la comisión bicameral para designar un titular de la Defensoría de los Niños. En 2020 votó a favor de la ley de Interrupción Voluntaria del Embarazo.